# Hege Bøkko
Hege Bøkko uitspraakⓘ (Hønefoss, 5 september 1991) is een Noors voormalig langebaanschaatsster. 
Bij het EK Allround 2009 debuteerde ze als 17-jarige op een internationaal allroundkampioenschap en eindigde ze als 15e waardoor ze nipt het WK allround miste. Een week later reed ze ook het WK Sprint 2009 waar ze 23e werd. Op het WK Junioren datzelfde jaar reed Bøkko op de 1000 meter naar de tweede plaats. In de eindstand van de wereldbeker voor junioren werd ze op die afstand derde.
Op het EK Allround 2010 verbeterde ze haar persoonlijke records op de 500 en 3000 meter, eindigde ze op de 13e plaats en bezorgde ze Noorwegen een tweede startplaats op het WK Allround van 2010. Voor het eerst sinds de zilveren medaille op de 500 meter van Else Ragni Yttredal op het EK van 1993 won Bøkko (brons op de 500 meter) weer een afstandsmedaille voor Noorwegen bij de vrouwen. Op het WK reed ze op de 3000 meter haar twintigste persoonlijke record van het seizoen. 
Bøkko werd gesponsord door de Zweedse supermarktketen ICA die ook veel vestigingen in Noorwegen heeft. Ze zette in 2020 een punt achter haar schaatsloopbaan.

## Privé
Hege Bøkko is de jongere zus van oud-schaatser Håvard Bøkko. Zij heeft een relatie met schaatser Håvard Holmefjord Lorentzen.

## Persoonlijke records
| Afstand    | Tijd    | Datum            | Baan           |
| ---------- | ------- | ---------------- | -------------- |
| 500 meter  | 0 37,43 | 25 februari 2017 | Calgary        |
| 1000 meter | 1.13,81 | 10 december 2017 | Salt Lake City |
| 1500 meter | 1.56,66 | 3 december 2017  | Calgary        |
| 3000 meter | 4.12,81 | 12 februari 2011 | Calgary        |
| 5000 meter | 7.42,10 | 6 november 2011  | Stavanger      |

## Resultaten
| Jaar | EK Afstanden       | EK Allround | EK Sprint | WK Allround | WK Sprint | WK Afstanden                        | Olympische Spelen         | WK Junioren                                                             |
| ---- | ------------------ | ----------- | --------- | ----------- | --------- | ----------------------------------- | ------------------------- | ----------------------------------------------------------------------- |
| 2009 |                    | NC15        |           |             | 23e       |                                     |                           | 10e 500m · 1000m · 14e 1500m · 18e 3000m · 8e allround · 9e pl.achterv. |
| 2010 |                    | NC13        |           | NC13        |           |                                     | 10e 1000m 14e 1500m       | 7e 500m · 1000m · 1500m · 5e 3000m · allround · 13e pl.achterv.         |
| 2011 |                    | NC13        |           | NC17        | 23e       | 11e 1000m 09e 1500m 05e pl.achterv. |                           | 07e 500m · 1000m · 1500m · 07e 3000m · 06e allround                     |
| 2012 |                    | 12e         |           | NC16        |           | 12e 1500m 21e 3000m                 |                           |                                                                         |
| 2013 |                    |             |           |             |           | 06e pl.achterv.                     |                           |                                                                         |
| 2014 |                    |             |           |             | 22e       |                                     | 33e 1500m 07e pl.achterv. |                                                                         |
| 2015 |                    | NC13        |           |             | 18e       |                                     |                           |                                                                         |
| 2016 |                    |             |           |             | 15e       | 20e 500m 10e 1000m 20e 1500m        |                           |                                                                         |
| 2017 |                    |             | 05e       |             | 05e       | 14e 500m 08e 1000m                  |                           |                                                                         |
| 2018 |                    |             |           |             | 05e       |                                     | 18e 500m 14e 1000m        |                                                                         |
| 2019 |                    |             | 8e        |             | NS3       | 19e 500m 19e 1000m 07e teamsprint   |                           |                                                                         |
| 2020 | 13e 500m 12e 1000m |             |           |             | 18e       |                                     |                           |                                                                         |

 NC = niet gekwalificeerd voor de laatste afstand 